# Табачковский, Николай Павлович
Николай Павлович (или Петрович) Табачковский (1911—1962) — советский футболист, игравший на позиции защитника.
Всю карьеру провёл в одесском «Черноморце», который в те времена носил названия «Динамо», «Пищевик» и «Спартак».

## Биография
Табачковский начал заниматься футболом с командой джутовой фабрики Одессы, а в 1931 году присоединился к местному «Динамо».
До войны Табачковский считался одним из ведущих защитников СССР, имел репутацию бойца, который не щадил себя в борьбе. Отличался самоотверженностью, грамотным выбором позиции, хладнокровием. Хорошо отбирал мяч, одним из первых в чемпионате начал применять подкаты. В 1937 году Табачковский был победителем первенства СССР в группе «В». В том же году в составе «Динамо Киев» он сыграл против сборной Басконии в рамках турне последней по СССР. «Динамо» проиграло со счётом 1:3. В 1938 году он вошёл в число 55 лучших футболистов страны — № 2. В жизни он обладал хорошими манерами, пользовался авторитетом в команде. В 1941 году его карьера была прервана Великой Отечественной войной.
Табачковский умер в родной Одессе в 1963 или 1962 году.